# Adelmire
Adelmire est un prénom féminin d'origine germanique 
Ce prénom est formé des éléments adal « noble » et mar « célèbre, renommé ».
- Variantes françaises : Delmire, Édelmire.
- Variantes espagnoles, italiennes, portugaises et slaves : Adalmara, Adalmira, Adelmara, Aldemara, Aldemira, Dalmara, Dalmira, Delmara, Delmira, Edelmara, Edelmira.

## Personnes portant ce prénom
Saint patron : saint Aldemar le Sage († vers 1080), fête le 24 mars.
En français, Adelmire est un prénom extrêmement rare. On en trouve toutefois trace en consultant des actes d'état civil :
- Ursule Adelmire Sedard (1843-1910), née à Coudray (Loiret), décédée à Gy-les-Nonains (Loiret, Centre, France).
- Adelmire Gagné, mariée en 1914 à Saint-Damien (comté de Bellechasse, Québec, Canada) à Xavier-Napoléon Daigle.
- Adelmire Lachance, mariée en 1892 à Saint-Damien (comté de Bellechasse, Québec, Canada) à Gonzague Laflamme.